# 서든 모션 센서
서든 모션 센서(Sudden Motion Sensor, SMS)는 애플의 특허 출헌 중인 시스템으로 노트북 컴퓨터의 움직임을 감지하는 하드웨어와 데이터를 보호하는 시스템이다. 애플은 이 시스템을 2005년 1월 1일에 파워북 라인과 7월 26일에 iBook 라인을 업데이트 하면서 소개하였다. 그때부터 맥북과 맥북 프로, 그리고 맥북 에어를 포함하는 애플의 모든 노트북 기종에 포함되었다.
삼차원 가속측정기와 함께 컴퓨터가 떨어지는 것과 같은 갑작스러운 가속을 감지할 수 있는 시스템을 이용해서 상대적으로 충격에 치명적인 하드디스크와 같은 장비를 보호한다. 이 시스템은 하드디스크의 읽기 쓰기 헤더를 하드 디스크 플래터로부터 떼어내서 헤더와의 충돌을 방지한다. 컴퓨터가 안정적인 상태로 바뀌면 디스크는 다시 정상적으로 작동한다.
일반적으로, 두 종류의 센서가 있다. G4를 사용한 노트북에 쓰인 센서는 1g당 52 정도의 민감도를 가지는 반면 인텔 프로세서를 사용한 노트북은 1g당 250 정도의 민감도를 가진다. 맥북 프로 15인치 모델의 경우 +/- 2g로 1.5KHz까지 인식하는 Kionix KXM52-1050 3차원 가속센서 칩을 사용한다.
이 모션 센서는 일반 응용 프로그램에서도 사용할 수 있어서  이를 입력 도구로 사용하여 스크롤 기능으로 사용하거나 게임 컨트롤러로 사용하기도 한다.

## 다른 하드디스크와의 문제
이후에 맥북이나 맥북 프로 사용자 모임에서 충격 방지 기능이 있는 다른 하드디스크로 교체한 이후에 노트북이 움직일 때마다 커널 패닉이 발생한다는 보고가 몇 번 있었다. 그러한 문제는 Sudden Motion Sensor 기능과 새 하드디스크의 충격 방지 기능이 충돌해서 발생한 것으로 보인다. 웨스턴 디지털의 Scorpio 시리즈의 노트북 하드디스크에서 그러한 문제가 자주 발생하였다. 이러한 경우 Sudden Motion Sensor 기능을 끄면 특별한 성능 하락 없이 문제 해결에 도움이 된다.

## 유사 시스템
IBM과 레노버의 싱크패드는 2003년부터 HDAPS(Hard Drive Active Protection System)을 사용하고 있다. (SSD탑재모델 제외)
에이서의 일부 TravelMate에는 2006년부터 GraviSense라는 비슷한 시스템이 있다.
휴렛 패커드에는 3D DriveGuard와 HP Mobile Data Protection System 3D라는 두가지 시스템이 있다.

## 같이 보기
- 자료 복원